# グレース・ドレイトン

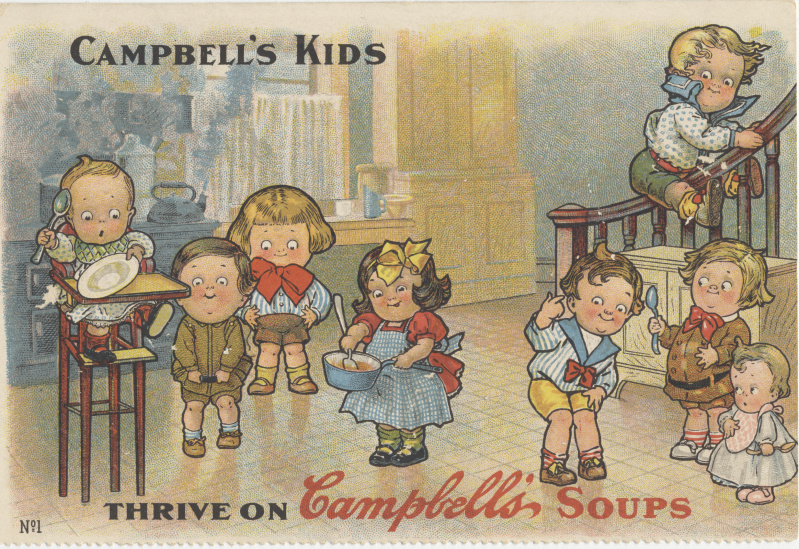
1900年ころのキャンベル・スープ・カンパニーの広告ポスター

グレース・ドレイトン（Grace Drayton、独身時の姓は Gebbie、1回目の結婚時の姓 Wiederseimでも活動した。1877年10月14日 - 1936年1月31日）は、アメリカ合衆国のイラストレーターである。児童書や雑誌の表紙絵、ファッションのページなどのイラストを描いた。アメリカ合衆国のスープ缶などの製造販売をする「キャンベル・スープ・カンパニー」の広告キャラクターである「Campbell Soup Kids」を創ったことでも知られている 。

## 略歴
フィラデルフィアで生まれた。父親のジョージ・ゲビー（George Gebbie）は美術出版の仕事をしていた。後にドレクセル大学になる「Drexel Institute」で学んだ後、1893年から1894年の間、フィラデルフィア女子デザイン学校（Philadelphia School of Design for Women）でロバート・ヘンライに学んだ。
1895年から画家としての活動を始め、1904年には「キャンベル・スープ・カンパニー」の広告の仕事を始め、ドレイトンの描く「Campbell Soup Kids」や子供のキャラクターは人気になった。
1900年にセオドア・ヴィーダーセイム（Theodore Wiederseim.）と結婚したが 1911年に離婚し、ウィリアム・ドレイトン（William Drayton）と再婚しグレース・ドレイトンの名前で活動を始めた。.2度目の夫とは1923年に離婚した。
作家の姉、マーガレット・ヘイズ（Margaret G. Hays: 1874–1925）と児童向けの物語「The Adventures of Dolly Drake and Bobby Blake in Storyland and The Turr’ble Tales of Kaptin Kiddo」を1905年から1909年の間に制作した。女性雑誌「Pictorial Review」にドレイトンがデザインした主人公の少女の紙人形などが掲載された。
漫画などを配給するHearstやKing Featuresといった会社を通じて「Naughty Toodles」や「Dottie Dimple」、「Dimples」、「Dolly Dimples and Bobby Bounce」、「The Pussycat Princess」といったドレイトン作の漫画が新聞に連載された。1929年以降の経済危機によって連載の一つは1932年に終わり、生活は苦しくなった。1935年から連載が始まった「The Pussycat Princess」はドレイトンの没後もRuth Carroll と Ed Anthonyによって連載が継続された。
1936年に58歳で亡くなった。

## 作品

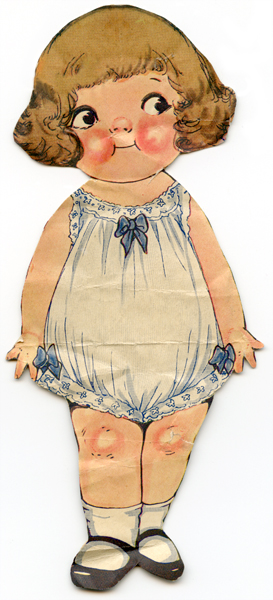
漫画のキャラクターのDottie Dimple(1922)
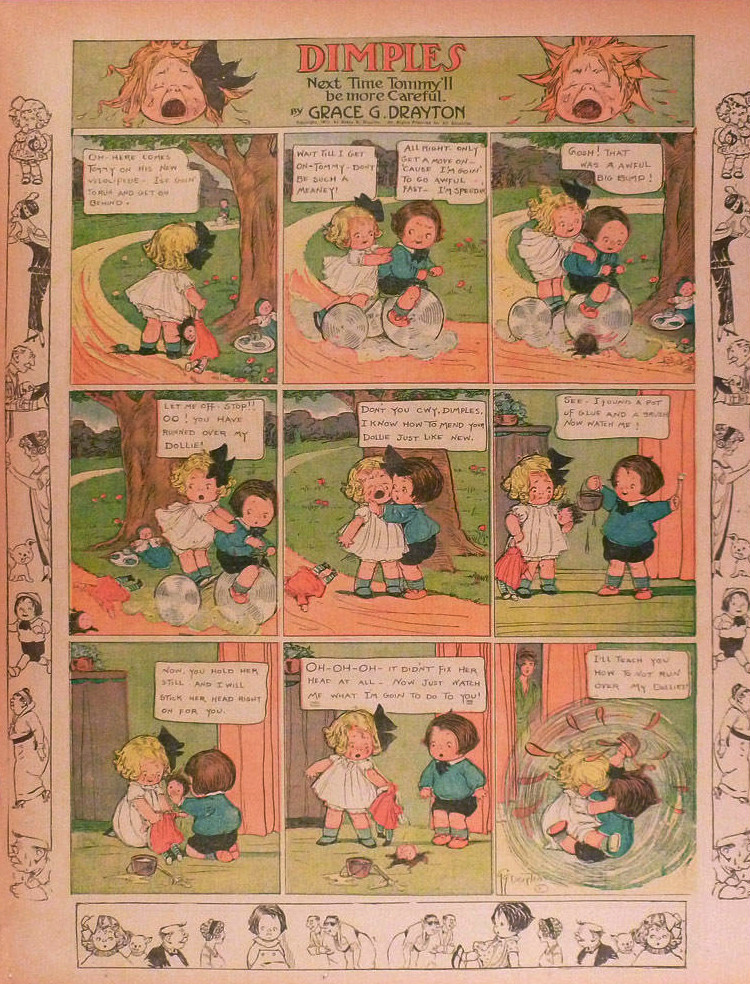
漫画「Dottie Dimple」(1915)
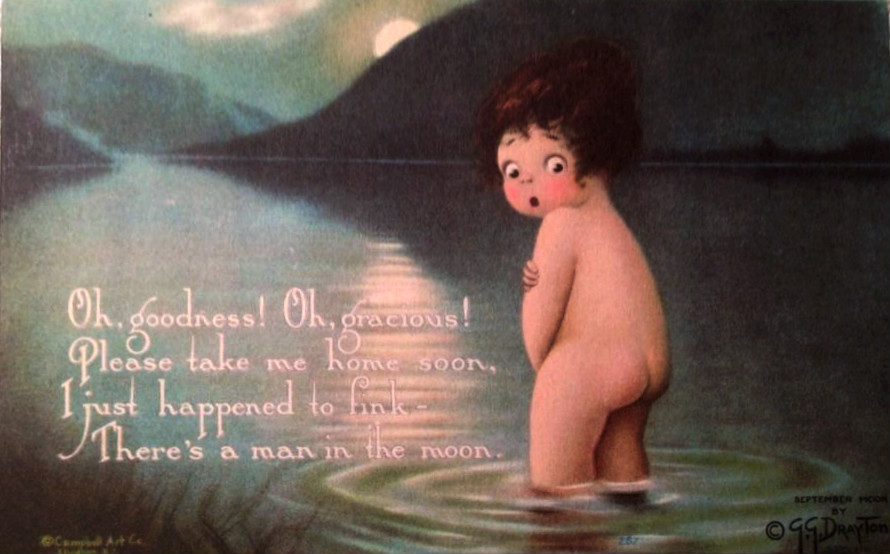
絵葉書(1913)
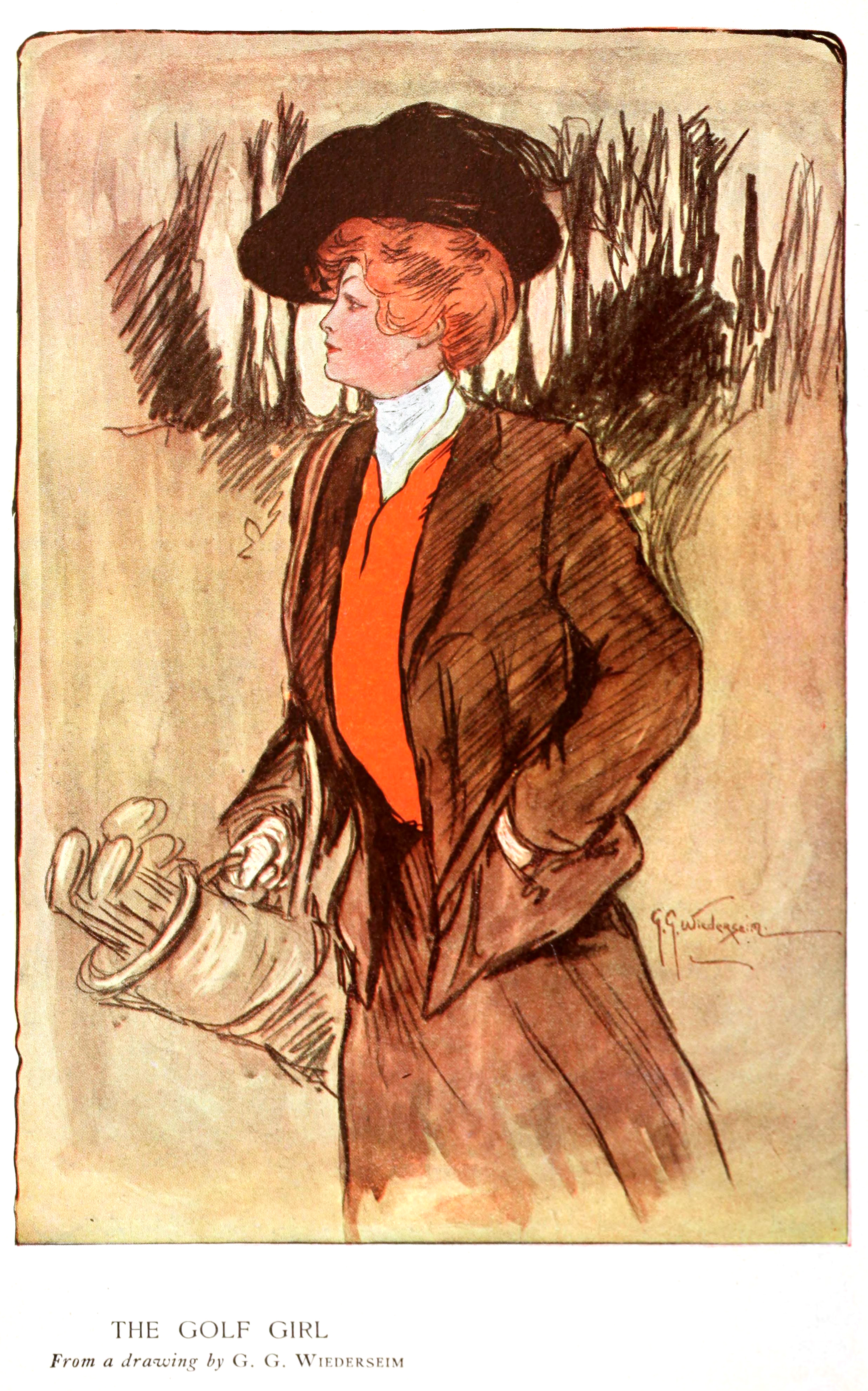
雑誌挿絵「ゴルフ・ガール」(1903)